# Lega dell'ingiustizia
Lega dell'Ingiustizia (Injustice League) è il nome di due gruppi di supercriminali dell'universo DC.

## Storia del gruppo

### Formazione originale (ret-con)
La Lega dell'ingiustizia originale fu una creazione del conquistatore interplanetario Agamemno. Annoiato dal suo dominio, volle conquistare la Terra e i suoi campioni, la Justice League of America. Aiutato da Kanjar Ro, Agamennone contattò Lex Luthor e insieme reclutarono gli altri criminali per la loro causa.
Agamennone, quindi, inventò un dispositivo che, una volta attivato, metteva i criminali in condizione di collegare le proprie menti a quelle dei membri della League. Durante l'assenza della League, gli altri eroi della Silver Age dovettero vedersela con quelli che sembravano eroi cattivi. Infine, Lanterna Verde utilizzò il potere della Batteria Centrale di Oa ed un'arma Thanagariana chiamata Absorbascon per invertire il processo di controllo mentale.
Avendo passato del tempo nel corpo dei loro nemici, i criminali conobbero ancora meglio le proprie controparti. Per pareggiare i conti, la League utilizzò il potere dell'H-Dial alieno di Robby Reed per trasformarsi in eroi totalmente diversi. Quindi utilizzando l'anello del potere e l'Absorbascon, Lanterna Verde rimosse tutta la conoscenza delle identità segrete degli eroi dalla mente dei loro avversari.

### Membri
- Agamemno
- Lex Luthor
- Black Manta
- Chronos (David Clinton)
- Catwoman
- Dottor Light (Arthur Light)
- Felix Faust
- Mr. Element
- Il Pinguino
- Sinestro
- Cheetah

### Justice League Antartica
La seconda Lega dell'ingiustizia fu creata per contrastare la Justice League International di Maxwell Lord, e comprendeva Cluemaster, Major Disaster, Il Re degli Orologi, Big Sir, Multi-Man, ed il Possente Bruce. Questo gruppo si rivelò un insuccesso, ed infine finì sotto una crisi di coscienza e richiese adesione alla Justice League. Lord li mandò, così come la incompetente Lanterna Verde G'nort e la sua nemesi Scarlet Skier, per divenire la Justice League Antartica. Più tardi, si unirono volontariamente alla Squadra Suicida. Nella loro prima missione, Big Sir e il Re degli Orologi rimasero uccisi; a Multi-Man fu colpito da un proiettile alla testa (ma sopravvisse grazie ai suoi poteri); e Cluemaster fu gravemente ferito.

### Injustice League Unlimited
Lex Luthor, il Joker e Cheetah formarono una "Lega dell'Ingiustizia Illimitata", come visto in Justice League of America Wedding Special. Mentre sembrò che l'adesione al gruppo fosse molto più vasta nell'immagine promozionale di Justice League of America (vol. 2) n. 13, il nucleo del gruppo mostrato in Wizard Magazine è un gruppo selezionato di vari arcinemici.
Il gruppo fu creato da Dwayne McDuffie, uno scrittore della serie animata Justice League Unlimited, che presentò anche una Legione più estesa. Lex Luthor ebbe l'idea di mettere insieme i criminali, affermando che in primo luogo era un racket di protezione, ma che il loro scopo finale era quello di dominare il mondo. Durante la storia, la Lega dell'ingiustizia si sciolse e catturò la Justice League in piccoli gruppi. Tuttavia, la Justice League fu liberata da Firestorm, e sconfisse la Lega dell'ingiustizia al loro quartier generale nella palude. Nella mischia conseguente, molti dei criminali fuggirono (per attaccare, successivamente, alle nozze di Black Canary e Freccia Verde), ma la maggior parte fu catturata dalla League. Si scoprì, più avanti, che Lex Luthor aveva un secondo fine nella creazione del gruppo. Si rifiuse di rivelarne i dettagli, ma menzionò che pianificò la sua cattura. I criminali rimanenti furono presi da Amanda Waller e dalla Suicide Squad, che li imbarcarono verso un pianeta distante, come visto nella storia della DC, Salvation Run.
È da notare che le copertine alternative del secondo numero della storia, Justice League of America (vol. 2) n. 13, presentava molti più criminali di quanti non ve ne fossero nella Lega, come Amazo, Bizzarro, Black Adam, Sinestro e i Nemici (Heat Wave, Mago del Tempo, Abra Kadabra e Mirror Master).

### Membri
Sebbene la copertina presentasse un largo numero di personaggi, i membri differivano nella storia attuale. I membri includevano:
- Lex Luthor - Fondatore
- Joker - Fondatore
- Cheetah (Barbara Minerva) - Fondatrice
- Dottor Light (Arthur Light) - Membro del Nucleo
- Fatality - Membro del Nucleo
- Gorilla Grodd - Membro del Nucleo
- Killer Frost (Louise Lincoln) - Membro del Nucleo
- Parassita - Membro del Nucleo
- Poison Ivy - Membro del Nucleo
- Ladro di Ombre - Membro del Nucleo
- Amazo
- Black Manta
- Black Spider (Derrick Coe)
- Body Doubles
- Brain
- Cheshire
- Clayface (Basil Karlo)
- Deathstroke
- Dottor Sivana
- Effigy
- Girder
- Giganta
- Hammer & Sickle
- Hyena
- Iron Cross degli (Aryan Brigade)
- Jewelee
- Jinx
- La Chiave
- Killer Croc
- Lady Vic
- Major Force
- Magenta
- Mammoth
- Manticora
- Metallo
- Mr. Freeze
- Mister Terrible
- Monsieur Mallah
- Nocturna
- Phobia
- Prankster
- Psimon
- Queen Bee
- Rag Doll
- Spaventapasseri
- Shaggy Man
- Shimmer
- Shrapnel
- Skorpio
- Sonar (Bito Wladon II)
- T.O. Morrow
- Tar Pit
- Giocattolaio
- Tremor
- Due Facce
- Volcano Man
- Warp
- Red Robin (Jodie JoJo Silvester) - collaboratrice Lex Luthor
- Black Robin (Julia Angela Beans) - collaboratrice Lex Luthor
- Nihila

#### Basati sulle copertine
Questa sezione riporta la lista dei criminali comparsi sulle copertine:
- Bizzarro
- Black Adam
- Bolt
- Capitan Cold
- Chemo
- Circe
- Despero
- Dottor Psycho
- Doppia Sfida
- Felix Faust
- Nonnina Bontà
- Icicle (Cameron Mahkent)
- Lion-Mane
- Merlino
- Mongul
- Sinestro
- Solomon Grundy
- Validus
- Zoom

## Apparizioni

### Prima Lega dell'ingiustizia
- Silver Age: Secret Files and Origins
- Silver Age n. 1
- Silver Age: Showcase
- Silver Age 80-Page

### Terza Lega
- Justice League Wedding Special
- Justice League of America vol. 2 dal n. 10 al n. 15

## Altri media

### Televisione
- La versione di Smallville della Lega dell'ingiustizia compare nell'episodio Ingiustizia con Leslie Willis/Livewire (che rimpiazza il personaggio Voltage), Nathaniel Tryon/Neutron (che rimpiazza il personaggio Fallout), Bette Sans Souci/Plastique e il Parassita (che rimpiazza il personaggio Leech), che era in cerca di Doomsday.